# Моруженко Вадим Леонідович
Вадим Леонідович Моруженко — молодший сержант Збройних Сил України, учасник російсько-української війни, що загинув у ході російського вторгнення в Україну в 2022 році.

## Життєпис
Народився у м. Краматорську на Донеччині.
До Збройних Сил України був призваний у 2016 році, брав участь у бойових діях на сході України. Коли почалася повномасштабна війна, відправився у найважчі й пекельні напрямки фронту — виконував бойові завдання на Лисичанському напрямку на Луганщині.
Загинув 23 березня 2022 року в прямому зіткненні з ворогом поблизу м. Лисичанська на Луганщині, але провести в останній шлях його змогли лише 25 червня 2022 року.
За особисту мужність і самовіддані дії, виявлені у захисті державного суверенітету та територіальної цілісності України, вірність військовій присязі Вадим Моруженко Указом Президента 28 квітня 2022 року нагороджений орденом «За мужність» III ступеня (посмертно).

## Родина
Вдома у Вадима Моруженко залишилися мати Галина та донька Валерія.

## Нагороди
- орден За мужність III ступеня (2022, посмертно) — за особисту мужність і самовіддані дії, виявлені у захисті державного суверенітету та територіальної цілісності України, вірність військовій присязі[4].